# Szemesholyvaformák
A szemesholyvaformák (Steninae) a rovarok (Insecta) osztályában  a holyvafélék (Staphylinidae) családjának egymáshoz meglehetősen hasonló fajokból álló alcsaládja. Mindössze két szemiakvatikus életmódú nemet sorolnak ezen alcsaládba.

## Rendszerezés
Közép-Európában a következő nemek képviselői fordulnak elő:
Dianous (Samouelle, 1819)
Stenus (Latreille, 1796)

## Ismertebb magyarországi fajok
- Kispettyes szemesholyva (Stenus biguttatus) (Linnaeus, 1761)
- Közönséges szemesholyva (Stenus comma) (Le Conte, 1863)
- Fémkék szemesholyva (Dianous coerulescens) (Gyllenhal, 1810)

## Fordítás
- Ez a szócikk részben vagy egészben  a   Steninae című német Wikipédia-szócikk fordításán alapul.  Az eredeti cikk szerkesztőit annak laptörténete sorolja fel. Ez a jelzés csupán a megfogalmazás eredetét és a szerzői jogokat jelzi, nem szolgál a cikkben szereplő információk forrásmegjelöléseként.